# Lauro Escorel

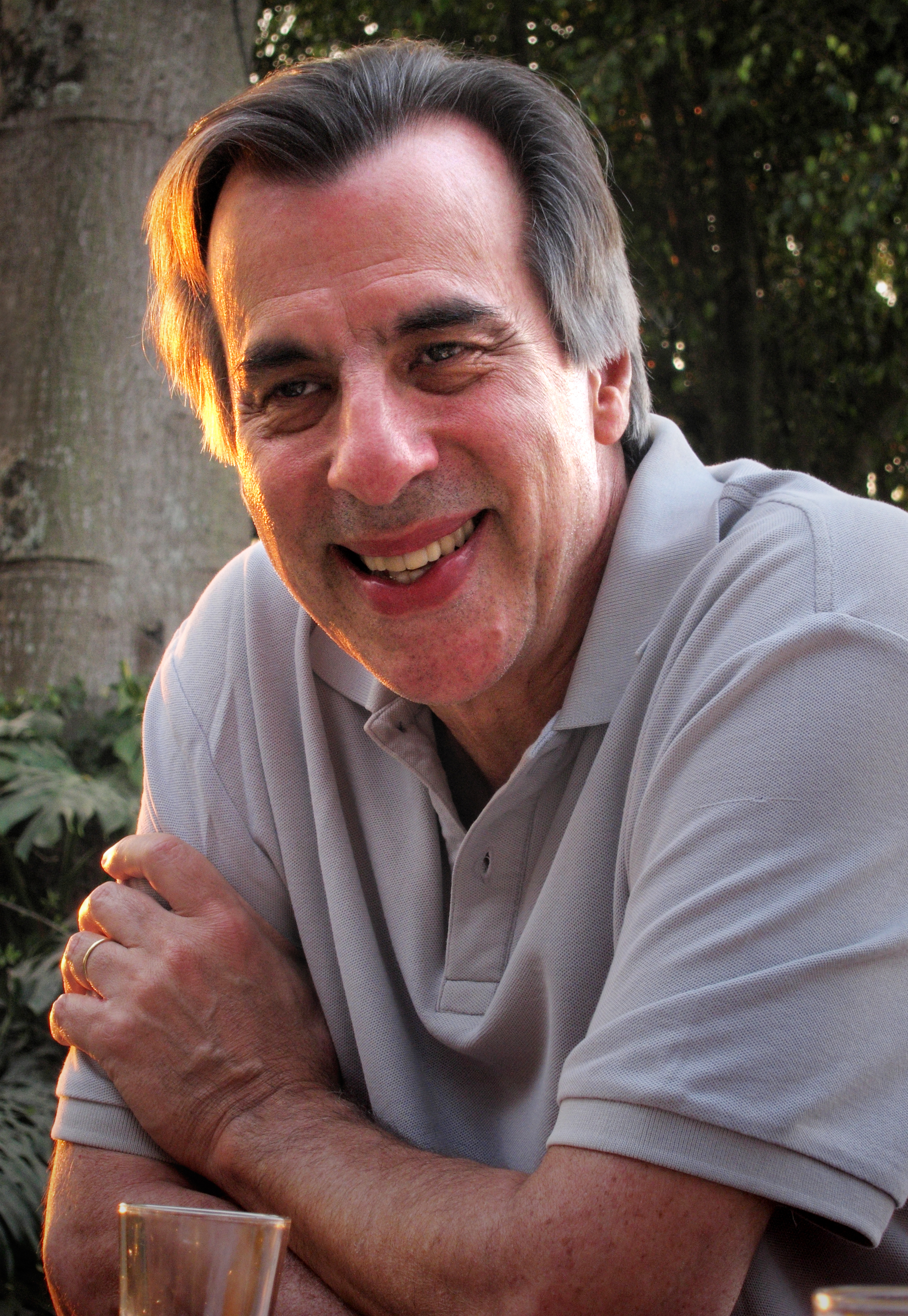
Lauro Escorel

Lauro Escorel de Morais Filho (* 5. Januar 1950 in Washington, D.C.) ist ein brasilianischer Kameramann.

## Leben
Lauro Escorel wurde als Sohn des brasilianischen Diplomaten Lauro Escorel de Moraes (1917–2002) in Washington, D. C. geboren. Sein Bruder ist der Filmeditor und Regisseur Eduardo Escorel. Er begann seine Karriere als Standfotograf beim Film. Über weitere Assistenzen bekannter Kameramänner und Arbeiten beim Werbefilm, konnte Escorel bereits früh als hauptverantwortlicher Kameramann für Spielfilme arbeiten. Neben einigen international vertriebenen Filmen waren es vor allem seine Arbeiten an Wolfsmilch, Ein Pfeil in den Himmel, Domésticas und Stuart Stupid für die Escorel bekannt wurde.

## Filmografie (Auswahl)
- 1981: Ohne Schlips und Kragen (Eles Não Usam Black-Tie)
- 1985: Traum ohne Ende (Sonho Sem Fim)
- 1987: Wolfsmilch (Ironweed)
- 1991: Ein Pfeil in den Himmel (At Play in the Fields of the Lord)
- 1992: Der Duft des Todes (Indecency)
- 1994: Amelia Earhart – Der letzte Flug (Amelia Earhart: The Final Flight)
- 1994: Dangerous Heart – Eine Affäre mit dem Tod (Dangerous Heart)
- 1995: Stimmen aus der Schattenwelt (Voices)
- 1995: Stuart Stupid – Eine Familie zum Kotzen (Stuart Saves His Family)
- 1996: Critical Choices – Die Entscheidung (Critical Choices)
- 2001: Domésticas
- 2001: O Xangô de Baker Street